# Mario Toral
Mario Toral Muñoz  (Santiago, 12 de febrero de 1934) es un pintor, fotógrafo y grabador chileno.

## Biografía
A los 16 años se estableció en Buenos Aires, Argentina, lugar en donde reunió el dinero necesario para matricularse en la Escuela de Bellas Artes de Montevideo, Uruguay. En el año 1957 se radicó en Francia, en donde estudió en la Escuela de Bellas Artes de París.
Entre los años 1973 y 1992 vivió en Nueva York, en donde participó de diversas exhibiciones. De vuelta a Chile ejerció como profesor en la Pontificia Universidad Católica de Chile y como decano de la Facultad de Arte de la Universidad Finis Terrae.

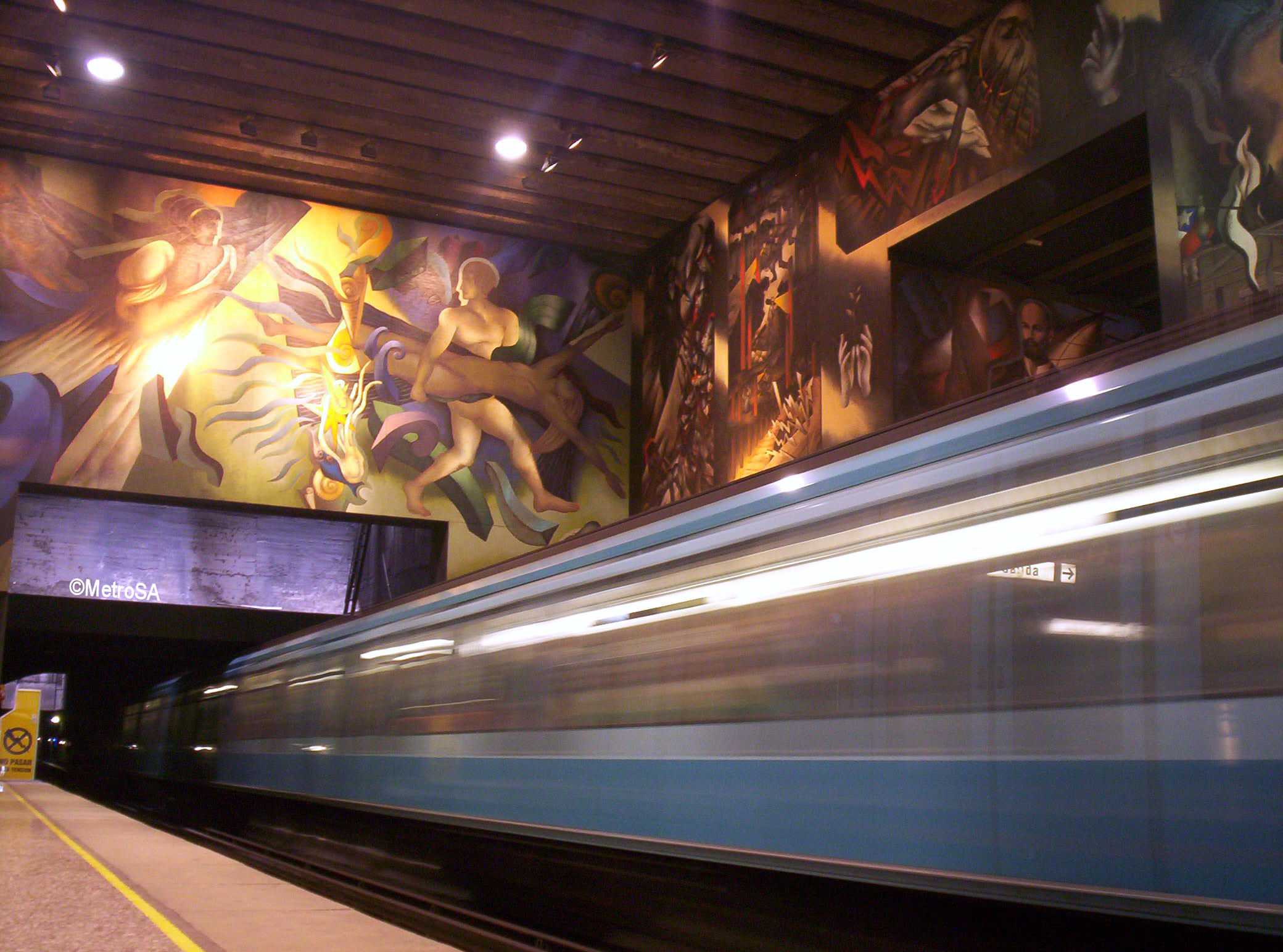
Vista de «Memoria visual de una nación», en estación Universidad de Chile.

Entre 1996 y 1999 realizó el mural «Memoria visual de una nación», ubicado en la estación Universidad de Chile del Metro de Santiago. En marzo de 2001 se inauguró un mural de Toral en el salón de honor de la Casa Central de la Universidad de Chile. La obra tomó cerca de dos meses en ser terminada.
El 25 de septiembre de 2007 recibió la medalla de honor de la Fundación Pablo Neruda, como reconocimiento a su trayectoria.

## Filmografía
| Año  | Título                              | Rol      | Notas                   | Ref.  |
| ---- | ----------------------------------- | -------- | ----------------------- | ----- |
| 2000 | Toral: Memoria visual de una Nación | Él mismo | Largometraje documental | [ 9 ] |